# فنجانکی دوریخت
فنجانکی دوریخت (نام علمی: Cyathea dimorpha) نام یک گونه از سرده فنجانکی‌ها است.